# Boogey Man
Boogey Man è un singolo dei The Bats pubblicato nel 1991 in Australia dalla Flying Nun Records.

## Tracce
Testi e musiche di Robert Scott.
1. Boogey Man – 3:18
2. Jetsam – 4:42
3. Mama Come Watch – 3:36

## Musicisti
- Paul Kean (basso, voce)
- Malcolm Grant (batteria)
- Robert Scott (voce, chitarra)
- Kaye Woodward (voce, chitarra)